# 亨利·吉罗
亨利·奥诺雷·吉羅（法語：Henri Honoré Giraud，發音：[ɑ̃ʁi ɔnɔʁe ʒiʁo]；1879年1月18日—1949年3月13日），法國陸軍將軍。二戰期間指揮法國第七軍團，1940年遭德國人俘擄，1942年逃脫後在北非任法軍總司令。1943年任法國民族解放委員會主席，1944年因與戴高樂發生分歧而引退。
美國小羅斯福總統曾想支持吉羅將軍，取代戴高樂成為自由法國的領袖。